# حزب أمريكا
حزب أمريكا (بالإنجليزية: America Party) هو حزب سياسي أمريكي. أَعلَنَ الملياردير الأمريكيإيلون ماسك عن تأسيسه للحزب في يوم 5 يوليو 2025، و قد جاء هذا الإعلان بعد خلاف حاد بينه وبين الرئيس الأمريكي دونالد ترامب، وتحديدًا بعد توقيع ترامب على مشروع قانون لخفض الضرائب والإنفاق الذي عارضه ماسك بشدة، واصفًا إياه بالـ "جنوني والمدمر".

## رد الرئيس الأميركي
رد الرئيس الأميركي دونالد ترامب على إعلان تأسيس حزب أمريكا: "أعتقد أنه من السخيف تأسيس حزب ثالث. لقد حققنا نجاحا باهرا مع الحزب الجمهوري."
"لقد ضلّ الديمقراطيون طريقهم، لكن لطالما كان نظام الحزبين، وأعتقد أن تأسيس حزب ثالث يزيد من الارتباك. يبدو حقًا أنه (النظام السياسي) صُمم لحزبين"

## التاريخ
- 5 يونيو 2025: أُعلن عن فكرة تأسيس الحزب لأول مرة بعد خلاف بين ماسك والرئيس الأمريكي دونالد ترامب.[3]
- 4 يوليو 2025: أجرى ماسك استطلاع رأي على منصة إكس حول دعم فكرة "الاستقلال عن نظام الحزبين"، وحصل على تأييد 65%.[4]
- 5 يوليو 2025: إعلان إيلون ماسك الرسمي عن تأسيس الحزب.[5]
- 6 يوليو 2025: تسجيل الحزب رسميًا لدى لجنة الانتخابات الفيدرالية الأمريكية.[6]

## الأيديولوجيا
يهدف الحزب الى:
- تقليص العجز المالي للولايات المتحدة[7]
- المحافظة المالية وتخفيف التنظيمات[8]
- دعم التجارة الحرة وهجرة العمالة الما

## التحديات
واجه الحزب انتقادات بسبب:
- صعوبة إنشاء "حزب ثالث" قابل للاستمرار[9]
- مخاوف تتعلق بالوصول إلى صناديق الاقتراع[10]
- تأثير محدود على انتخابات ويسكونسن 2025[11]

## الاستراتيجية الانتخابية
- التخطيط لخوض انتخابات 2026[12]
- اعتماد استراتيجية "القوة المركزة"[13]

## الدعم الشعبي
أظهر استطلاع لشركة "Quantus Insights" (يوليو 2025):
- 40% من الأمريكيين مستعدون لدعم الحزب[14]

## وصلات خارجية
- لجنة الانتخابات الفيدرالية الأمريكية